# Kalevipoeg

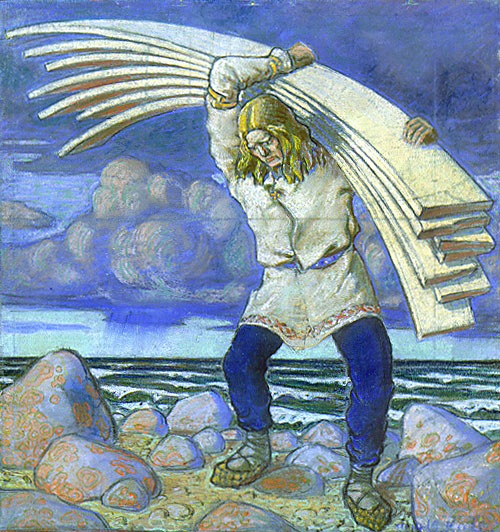
Kalevipoeg laudu kandmas, 1914. Pintura de Oskar Kallis.

Kalevipoeg es un poema épico escrito por Friedrich Reinhold Kreutzwald publicado entre 1857 y 1861, considerado la épica nacional estonia.

El poema recoge la tradición de las leyendas y el folclore referido a un gigante heroico de la mitología estonia llamado Kalevipoeg (el hijo de Kalev), y consta de 19.000 versos repartidos en veinte cantos.